# Pedro Castillo
José Pedro Castillo Terrones (født 19. oktober 1969) er en peruviansk socialistisk politiker, som fra 2021 til december 2022 var præsident for Peru. Han blev afsat som præsident og arresteret for at have anstiftet et kup, der skulle opløse kongressen få timer inden kongressen skulle tage stilling til en rigsretssag mod ham.
Castillo er tidligere skolelærer og fagforeningsleder og opnåede national bevågenhed som frontfigur under en lærerstrejke i landet i 2017. 
Castillo stillede op til præsidentvalget i 2021 som kandidat for det venstreorienterede parti Frit Peru. Han fik flest stemmer i første valgrunde og gik videre til valgets anden runde, hvor han besejrede Keiko Fujimori, da han opnåede 50,125 % af de gyldige stemmer. Han tiltrådte som landets præsident den 28. juli 2021, hvor han afløste Francisco Sagasti.
Castillos periode som præsident var præget af turbulens. I perioden fra indsættelsen i juni 2021 og til afsættelsen i december 2022 udpegede Castillo fem regeringer med mere end 80 forskellige ministre, der blev igangsat seks efterforskninger for kriminelle forhold begået af Castillo samt forsøgt at rejse to rigsretssager. Kort inden afstemningen om den anden rigsretssag, hvor Castillo er anklaget for korruption og nepotisme, holdet Castillo en tv-tale, hvor han erklærede undtagelsestilstand og opløste kongressen, ligesom han meddelte, at han ville udpege en provisorisk regering, der ville regere på Castillos dekreter. Perus militær og politi støttede imidlertid ikke Castillo, og han blev kort efter arresteret, ligesom kongressen afsatte ham, og i stedet indsatte hans vicepræsident Dina Boluarte som ny præsident i landeet. Boluarte tog afstand fra Castillo. Perus forfatningsdomstol erklærede, at Castillo havde forsøgt at gennemføre et kup i landet.